# Шапарской
Шапарской — хутор в Славянском районе Краснодарского края. Входит в состав Коржевского сельского поселения.

## География
Расположен на берегу реки Кубань. 
Уличная сеть
- ул. Набережная,
- ул. Ореховая,
- ул. Полевая,
- ул. Прикубанская,
- ул. Речная,
- ул. Сахалинка

## Население
| 2002 | 2010 | 2021 |
| ---- | ---- | ---- |
| 132  | ↘105 | ↗148 |